# Presa mortale 2
Presa mortale 2 (The Marine 2) è un film del 2009 diretto da Roel Reiné ed interpretato dal wrestler Ted DiBiase jr..
Il film è il sequel di Presa mortale, anche se l'attore principale ed il regista sono diversi, e le due trame non hanno legami diretti.

## Trama
Il sergente dei Marine Joe Linwood, in licenza dal lavoro, si dirige assieme alla moglie Robin in una nuova zona turistica di una località tropicale. Giunti sul posto, la sera dell'inaugurazione, un gruppo di terroristi attacca il centro uccidendo la sorveglianza e prendendo gli ospiti come ostaggi. Joe riesce a fuggire ma gli altri, compresa Robin, vengono trattenuti prigionieri.
I paramilitari chiedono un ingente riscatto (da loro chiamato tributo) per la liberazione degli ostaggi mentre le forze armate del luogo non vogliono intervenire per paura di provocare un incidente diplomatico ed il governo statunitense rimane spettatore.
Le forze locali decidono allora di mandare dei mercenari per provare a liberare le persone minacciate ed il marine, dopo alcune discussioni, si unisce a loro. Ma a causa di traditori all'interno del gruppo mercenario, il tentativo fallisce, i mercenari vengono uccisi e Joe è costretto a fuggire nuovamente.
La mattina successiva tenta di nuovo di infiltrarsi nella zona turistica facendosi aiutare da un ex marine presente sull'isola. Dopo varie sparatorie e combattimenti con i terroristi, tra cui molti avvenuti a mani nude, il marine riesce a far fuggire gli ostaggi ed a disinnescare le bombe piazzate dai terroristi.
La moglie Robin viene però portata via dal capo dei guerriglieri che tenta di fuggire con un'imbarcazione carica di armi. Joe, anche se ferito, inizia l'inseguimento e lo raggiunge: avviene il combattimento finale che si conclude con la vittoria del marine, il quale salva Robin mentre la barca del terrorista morto esplode.

## Distribuzione
Il film è stato distribuito in USA il 29 dicembre 2009.
In Italia è uscito direttamente in home video il 24 febbraio 2010.